# Espion, lève-toi
Pour plus de détails, voir Fiche technique et Distribution.
Espion, lève-toi est un film d'espionnage franco-suisse réalisé par Yves Boisset, sorti en 1982.

## Résumé
L'action se déroule à Zurich (Suisse) du samedi 26 septembre au mardi 6 octobre 1981.
Sébastien Grenier (Lino Ventura) est un agent secret français du Service de documentation extérieure et de contre-espionnage (SDECE), en sommeil depuis huit ans. Il gère à Zurich une société fiduciaire et partage la vie d'Anna Gretz (Krystyna Janda), une Allemande, professeur de littérature comparée dont les idées d'extrême-gauche sont clairement affichées.
Un matin, il apprend par la radio qu'un agent du SDECE avec qui il avait rendez-vous, Alfred Zimmer, vient d'être abattu dans un tramway par un commando des Brigades d'action populaire, officine d'extrême-gauche en activité à Zurich. Il reçoit par la poste l'après-midi même le livre Vingt Ans après d'Alexandre Dumas, marqué à la page 138, code par lequel il comprend qu'il a été « réveillé » par ses supérieurs. Se présentant au rendez-vous convenu, il a la surprise d'être abordé par un certain Jean-Paul Chance (Michel Piccoli), maître des requêtes auprès du Conseil fédéral de Berne, qui se présente aussi comme étant agent des services secrets suisses. Celui-ci, très bien renseigné sur la vie de Grenier, lui demande de remonter la filière « Zimmer » pour savoir par qui sont contrôlées les Brigades d'action populaire, et menace de le faire arrêter pour espionnage en cas d'insuccès.
Surpris et inquiet de l'ambiguïté de ce contact, Grenier lance vers sa base le code de procédure d'urgence sous la forme d'une petite annonce dans le Tages-Anzeiger. Là encore, c'est Chance qui se présente au rendez-vous en se disant cette fois son officier traitant du SDECE… et lui fait comprendre qu'il l'a « réveillé » en raison des contacts d'Anna Gretz avec certains éléments des Brigades d'action populaire. Grenier, déstabilisé, fixe rendez-vous à un homme d'affaires genevois, autre agent régional du SDECE, et qui est aussi un ami personnel, Henri Marchand (Bernard Fresson) afin de savoir qui est ce mystérieux Chance, à la fois agent des services français et suisses. Marchand lui suggère une troisième possibilité et promet de lui dire rapidement si, effectivement, Chance est leur supérieur hiérarchique. Marchand est assassiné avant d'avoir pu tenter quoi que ce soit.
Grenier décide alors de ne pas respecter la voie hiérarchique et se rend à Munich pour y rencontrer le conservateur Meyer (Heinz Bennent) qui est également un agent du SDECE de l'échelon supérieur, pour lui faire part de ses doutes et de ses craintes. Alors qu'il retourne aux nouvelles le lendemain, il arrive à la bibliothèque de Munich. Mais Meyer vient d'être assassiné lui aussi. De retour à Zurich, il est accueilli à l'aéroport par Chance, mécontent de l'irrégularité de ses démarches. Le soir même, il est contacté par téléphone par un agent envoyé de Paris, Richard (Bruno Cremer). Le lendemain, il rencontre ce Richard qui lui apprend que Chance est un espion soviétique qui tente de le retourner. Il l'informe aussi que Paris n'est pour rien dans son « réveil ».
Sur ces entrefaites, les Brigades d'action populaire assassinent le conseiller Kieffer, haut fonctionnaire fédéral, alors qu'il sort d'une visite officielle à l'université de Zurich. Anna Gretz et plusieurs de ses collègues gauchistes sont aussitôt arrêtés par la police suisse. Chance propose alors à Grenier d'user de son influence pour faire libérer au plus vite Anna Gretz. Il fait pression sur le commissaire Lohmann (Roger Jendly) qui accepte de libérer la compagne de Grenier. Chance explique alors à Grenier que Richard est en fait un officier du KGB, sans doute à l'origine de l'assassinat du conseiller Kieffer, et lui demande de l'aider à le neutraliser.
Ne sachant plus qui croire, Grenier décide de tenter de s'enfuir. Il ressort deux faux passeports qu'il avait conservés, récupère Anna Gretz à sa sortie de garde à vue et lui annonce qu'ils doivent partir immédiatement pour Amsterdam sous une fausse identité, en abandonnant tout sur-le-champ. Anna accepte de le suivre mais souhaite prévenir sa mère avant de partir. Alors qu'elle le fait depuis une cabine de téléphone, elle est enlevée par un groupe d'hommes cagoulés sous les yeux de Grenier.
Richard rejoint alors Grenier, et il lui annonce que ses tergiversations et ses liens avec Chance risquent de lui coûter cher. Il lui demande d'oublier Anna Gretz, sans quoi il sera exécuté. Grenier refuse et congédie Richard en le menaçant de représailles s'il arrive quelque chose à sa compagne.
Le soir, un policier vient le chercher à son domicile et le conduit à l'université où Anna Gretz a été retrouvée dans le coffre d'une voiture, tuée d'une balle dans la tête. La revendication est signée des Brigades d'action populaire.
N'ayant plus rien à perdre, Grenier décide d'en finir et de savoir enfin qui, de Richard ou de Chance, a fait assassiner Anna Gretz. Remontant en quelques heures la filière des étudiants gauchistes amis de sa compagne, il arrive à Ramos (Marc Mazza), personnage inquiétant qui semble être une taupe de l'Est ayant infiltré les Brigades d'action populaire. L'ayant abattu, il obtient de son adjoint et amant, Rudy la Blonde, la révélation du lieu où Ramos a rendez-vous avec son officier traitant : la station basse du funiculaire Polybahn.  S'y rendant aussitôt, Grenier se retrouve face à Chance, qu'il abat froidement, persuadé qu'il est face au  responsable de la mort d'Anna Gretz.
Le lendemain soir, un responsable du palais de l'Élysée donne à Richard l'ordre d'éliminer Grenier, devenu complètement incontrôlable. On apprend au passage que Chance travaillait effectivement pour les Soviétiques, mais que ce sont les hommes de Richard qui ont abattu Anna Gretz.
Le lendemain matin, Anna est enterrée au cimetière catholique de Zurich. Grenier observe la cérémonie de loin, depuis la lisière d'une bois voisin, mais se fait repérer par Richard, qui fait partie de l’assistance. Richard et deux de ses hommes se lancent à sa poursuite dans le bois et le tuent de trois balles dans le dos alors qu'il s'apprête à reprendre sa voiture, garée dans un chemin de terre. Les trois hommes creusent une tombe de fortune dans le bois, y enfouissent le corps et masquent la terre remuée avec des feuilles mortes. Le narrateur indique que le corps de Grenier sera retrouvé deux ans plus tard par des chasseurs, sans toutefois pouvoir être identifié.

## Fiche technique
- Titre : Espion, lève-toi[2]
- Réalisation : Yves Boisset, assisté de Jean Achache et Urs Egger
- Scénario : Yves Boisset, Michel Audiard et Claude Veillot, d'après le roman Chance Awakening (1977) de George Markstein (traduit en français et publié en 1979 chez Gallimard dans la collection « Série noire »sous le titre Espion, lève-toi)
- Dialogues : Michel Audiard
- Musique : Ennio Morricone
- Photographie : Jean Boffety, Pierre-William Glenn
- Montage : Albert Jurgenson et Jean-François Naudon
- Décors : Serge Douy
- Accessoiristes : Andre Labusiere, Daniel Nicolas Garbade, Daniel Braunschweig
- Son : Denis Carquin
- Maquillage : Christiane Sauvage
- Production : Norbert Saada pour Cathala Productions et TF1 Films Productions
- Pays d'origine :  France et  Suisse
- Langue originale : français et allemand
- Format : Couleurs (Fujicolor) - 35mm - 1,66:1 - Mono
- Durée : 98 minutes
- Genre : espionnage
- Tournage : essentiellement à Zurich
- Dates de sortie :
  - France : 27 janvier 1982[3]
  - Allemagne de l'Ouest : 3 juin 1983
- Affiche pour la France par Michel Landi

## Distribution
- Lino Ventura : Sébastien Grenier
- Michel Piccoli : Jean-Paul Chance
- Krystyna Janda : Anna Gretz
- Bruno Cremer : Alain Richard
- Bernard Fresson : Henri Marchand
- Heinz Bennent : Meyer
- Marc Mazza : Ramos
- Roger Jendly : le commissaire Lohmann
- Christian Baltauss : le bibliothécaire
- Dieter Moor : Dieter Krauss
- Beate Kopp : la secrétaire de Grenier
- Philippe Brizard : un collaborateur de Grenier
- Kurt Bigger : Alfred Zimmer
- Jean-Paul Franky : Rudy la Blonde
- Yves Boisset : l'adjoint de Richard (caméo)
- Daniel Plancherel : l'inspecteur Vogel
- Robert Dalban : le narrateur (non crédité)
- Bernard Woringer : une voix-off du palais de l'Élysée (non crédité)

## Commentaires généraux sur le film
Le film devait être initialement réalisé par Andrzej Żuławski.
Le film est découpé en une suite d'actions présentées par une voix off annonçant la date, le lieu et l'heure précise. On remarque parfois des incohérences d'horaires entre l'image et le texte :
1. À l'arrivée du train de Marchand en gare de Zurich, il est 14 h 25 ; une horloge au-dessus du quai indique 11 h 44 ;
2. Lorsque Grenier sort de l'aérogare de Munich, il est 15 h 50 ; une horloge en partie masquée en arrière-plan sur la façade du bâtiment indique 15 h 35 ;
3. Lorsque Grenier arrive à l'aéroport de Zurich, il est 20 h 43 ; il passe sous une horloge numérique qui indique 14 h 47 ;
4. Palais de l’Élysée, 23 h 17, Paris le 6 octobre, la lumière du jour est présente.

Le prétendu « musée des Techniques » où Grenier et Richard se rencontrent est censé se situer à Zurich, comme l'essentiel de l'action du film, mais la scène a en fait été tournée dans le décor très reconnaissable du musée des Arts et Métiers de Paris ; en effet, on y reconnaît très distinctement l'une des plus célèbres pièces du musée, le fardier de Cugnot.
Michel Piccoli est successivement conseiller fédéral — soit un ministre du gouvernement suisse — puis directeur de cabinet ou maître de requêtes, des postes qui n'existent pas.
Yves Boisset avait déjà travaillé avec le compositeur Ennio Morricone dix ans auparavant, pour L'Attentat.
L'intrigue, adaptée par Michel Audiard, est tirée d'un roman (Chance Awakening) de George Markstein, auteur très connu au Royaume-Uni. Un jeu de mots semble avoir été fait avec le titre anglais pour nommer le personnage « J.-P. Chance », interprété par Michel Piccoli.
Le film a été distribué à l'étranger sous les titres Der Maulwurf (littéralement « La taupe ») en Allemagne, Alzati spia en Italie et Espion, lève-toi en Espagne.
Il a enregistré 1 302 777 spectateurs lors de sa sortie, lui ayant permis de figurer à la dix-neuvième place des vingt-sept films « millionnaires en entrées » cette année-là.

## Lieux de tournage
On voit un hall de l'université de Zurich, où enseigne Anna Gretz, décoré d'une sculpture de Marino Marini.
Lorsque Grenier discute avec Marchand, ils se promènent le long du lac de Zurich, à Zürichhorn : on voit derrière eux la sculpture de l'artiste Jean Tinguely, Euréka.